# Netta Barzilai
Netta Barzilai, héberül: נטע ברזילי (Hod HaSharon, 1993. január 22. –) izraeli énekesnő, a 2018-as Eurovíziós Dalfesztivál győztese. Toy című dalával ő képviselte Izraelt a 2018-as Eurovíziós Dalfesztiválon, Lisszabonban. Az elődöntőben 283 ponttal, míg a döntőben 529 ponttal végzett az első helyen.

## Gyerekkora
Barzilai 1993. január 22-én Hod HaSharonban született. Három hónapos volt, amikor családjával Nigériába költöztek, ahol 4 évet éltek, mielőtt visszamentek volna Izraelbe.

## Zenei karrierje
2017 szeptemberében részt vett a Rising Star ötödik évadjában, amely Izrael nemzeti válogatója az Eurovíziós Dalfesztiválra. A meghallgatáson Rihanna Rude Boy című dalát énekelte. Miután megszerezte a szavazatok 82%-t, elindult a verseny második fordulójában, ahol David Guetta Hey Mama című dalát énekelte. 2018 februárjában a Spice Girls Wannabe című dalát adta elő, bár a párbajt Ricky Ben Ari nyerte, a zsűri úgy döntött, hogy mégis folytathatja a versenyt.
A döntőben két produkciót adott elő, PSY Gangnam Style-át és Kesha Tik Tok című dalát énekelte. A zsűritől és közönségtől 210 pontot kapott és ezzel megnyerte a versenyt, és ezzel megkapta a jogot, hogy képviselje Izraelt a 2018-as Eurovíziós Dalfesztiválon.

### 2018-as Eurovíziós Dalfesztivál

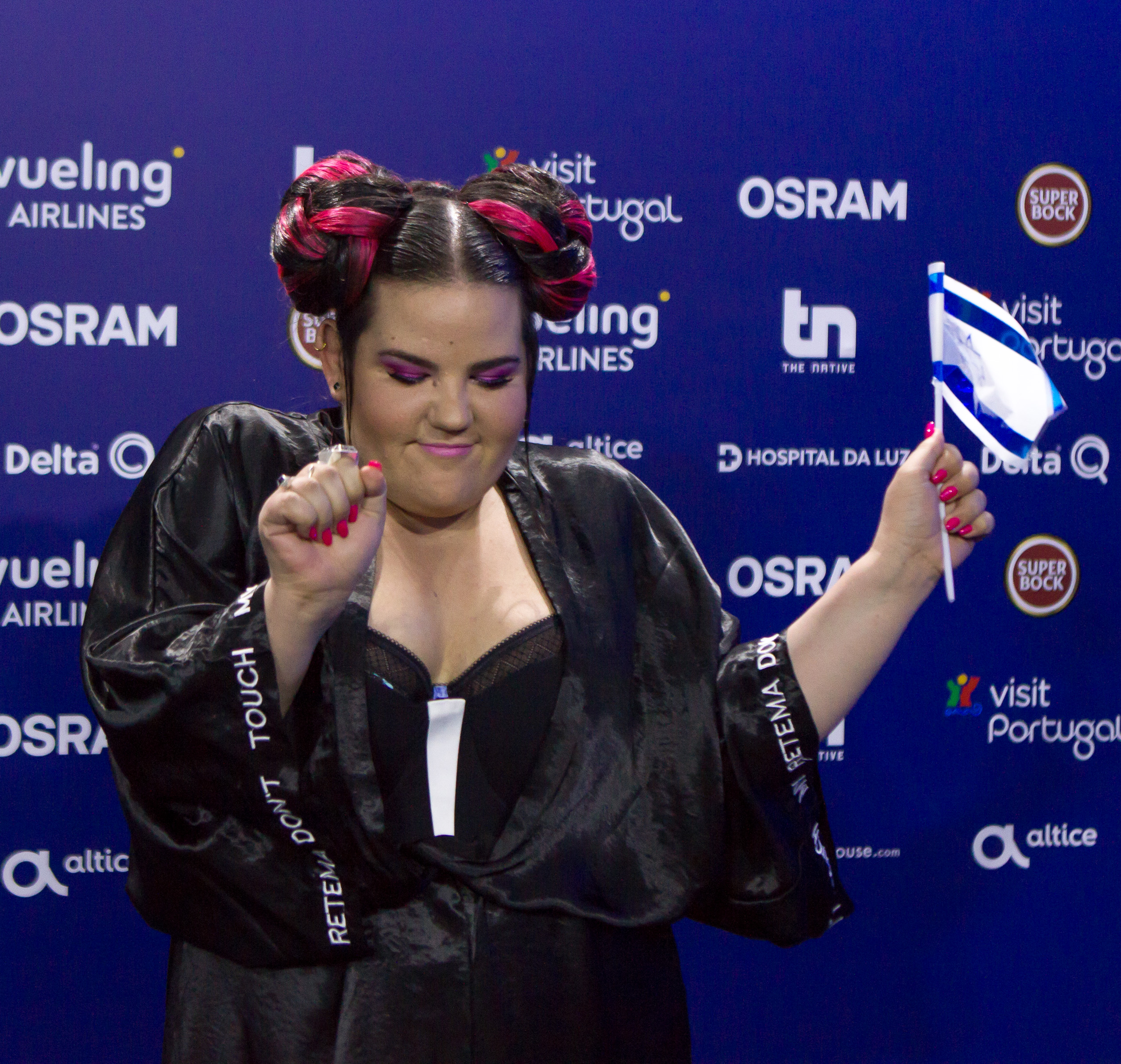
Netta a 2018-as Eurovíziós Dalfesztivál első elődöntőjének sajtótájékoztatóján

2018. február 25-én arról számoltak be, hogy a dalának angol nyelvű dalának a címe Toy lesz, ami tartalmaz egy héber nyelvű mondatot is.
A dalt Doron Medalie és Stav Beger írta. Március 11-én jelent meg a dal videóklipje és 2 hónappal az Eurovíziós dalfesztivál előtt több, mint 20 millióan tekintették meg a YouTube-on, amely azóta elérte több mint 100 milliós nézettséget.

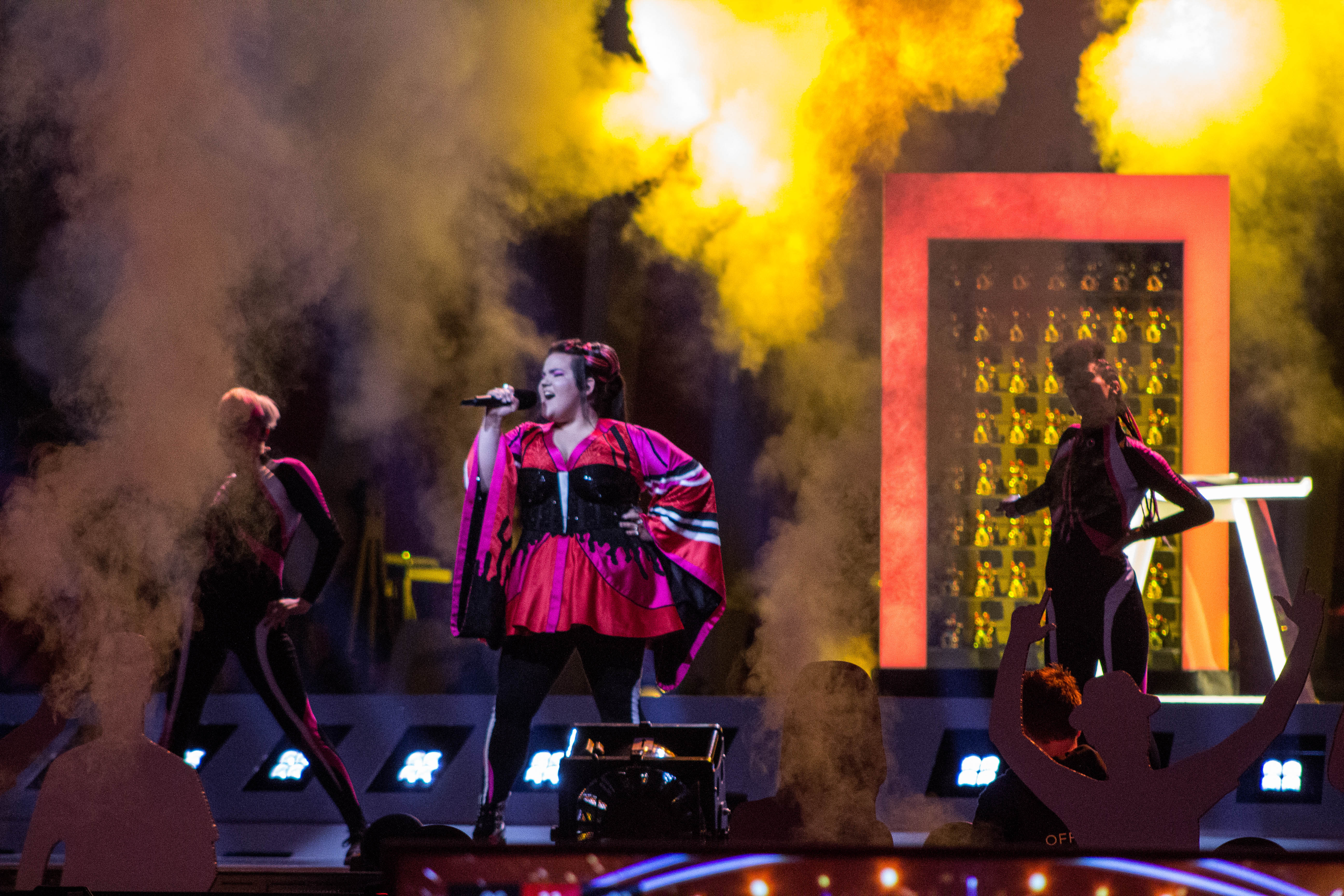
Netta a 2018-as Eurovíziós Dalfesztiválon

1978, 1979 és 1998 után ezzel Izrael negyedik győzelmét szerezte.

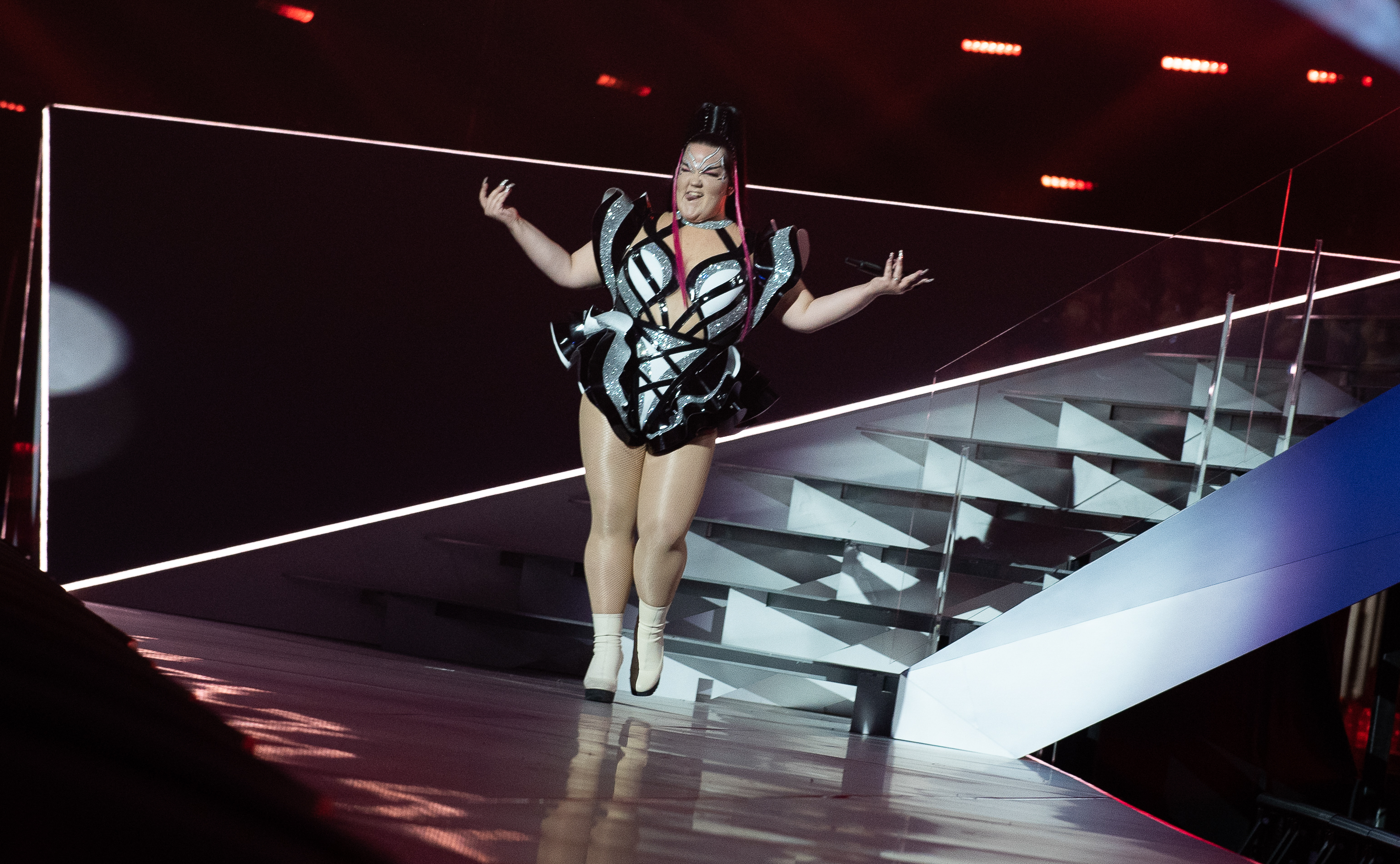
Netta a 2019-es Eurovíziós Dalfesztivál próbáján

## Diszkográfia

### Szólólemezek
| Év   | Album                           | Legmagasabb helyezés | Minősítés |
| Év   | Album                           | ISR                  | Minősítés |
| ---- | ------------------------------- | -------------------- | --------- |
| 2018 | Toy - Megjelenés: 2018          | 1                    |           |
| 2019 | Bassa Sababa - Megjelenés: 2019 | 1                    |           |
| 2019 | Nana Banana - Megjelenés: 2019  | 1                    |           |